# Llibre del coch
El Llibre de doctrina per a ben servir, de tallar y del art de coch cs (ço es) de qualsevol manera, potatges y salses compost per lo diligent mestre Robert coch del Serenissimo senyor Don Ferrando Rey de Napols, més conegut com a Llibre del coch, és un receptari català del segle xvi escrit per Rupert de Nola i del qual la primera impressió que actualment es guarda és de l'any 1520, en català i a Barcelona. Inclou sobretot receptes de la cuina catalana del moment, algunes extretes del Llibre de Sent Soví, i també algunes de cuines veïnes, com l'occitana i la italiana (cal tenir en compte que la Corona d'Aragó, en aquella època, s'havia estès cap al nord-est de la Mediterrània). Malgrat no incloure receptes castellanes, va tenir un enorme èxit també a Castella, es va traduir al castellà el 1525 i es va reeditar en aquesta llengua diverses vegades. Es considera de gran valor per a conèixer la gastronomia del Renaixement.
No s'ha de confondre aquest llibre amb un altre menys conegut, que també parla de cuina catalana i que es diu Llibre del coch o del ventre de la Canonja de Tarragona, redactat l'any 1331 per Guillem Clergue, majordom de Guerau de Rocabertí.

## Primeres edicions
És el primer llibre de cuina imprès del món en llengua vulgar (no llatí), obra de l’impressor provençal Carles Amorós. A la Biblioteca Nacional de Catalunya se'n conserva una edició impresa a Barcelona el 15 de novembre de 1520, la més antiga que es coneix. El llaminer rei Carles I va demanar expressament que fos traduït al castellà i en aquesta llengua va ser editat per primer cop el 1529 (o 1525) a Toledo. Aquest any també es va plagiar molta part del text al llibre Arte de cocina de Diego Granado. Al llarg del segle xvi se'n van fer almenys cinc edicions en català i set en castellà.
Segurament el llibre imprès de 1520 és una còpia d'un text més antic. Està dedicat al rei Ferran I d'Aragó, que va ser rei de Nàpols entre 1458 i 1494, i a més, i sobretot, manté les proporcions de la quaresma precedents el 1491. En cap moment no es menciona ni es coneix les modificacions dels menjars prohibits per l'Església en època quaresmal, que a partir de 1491 permetia el consum de productes làctics (com llet i formatge, per exemple) i ous. A més, l'original es va escriure abans del contacte d'Europa amb Amèrica, el 1492, i no esmenta cap producte del nou continent.

## Contingut
El llibre està compost de més de dos-cents capítols, la major part dels quals (dos-cents trenta-sis) corresponen a receptes, però, com el seu títol complet indica, comença amb capítols dedicats a com tallar la carn i els segueixen altres que ensenyen com servir a taula a diferents persones, com esmolar, servir aigua, fer de majordom, de cambrer, de mestre de sala, de guarda-roba, etc. L'últim capítol, sota el títol "Taula" conté un índex.
En aquest llibre no hi cap recepta amb bolets, tan presents i preuats a la cuina catalana actual. Per a alguns autors es podria explicar com una prevenció enfront de possibles enverinaments. En canvi, i com a novetat respecte al Llibre de Sent Soví apareixen ja dues receptes d'arrossos, «arròs ab brou de carn» i «arròs en cassola al forn», que podrien ser les predecessores de l'arròs a la cassola i de l'arròs i crosta actuals, i que representarien els primers arrossos, tal com entenem ara els arrossos i paelles, descrits per escrit de la cuina catalana. Hi ha vuit receptes adreçades específicament a malalts. Una de les receptes àrabs i amb nom àrab que apareix, l'albúrnia, podria ser un antic pa de figues actual, però amb aigua de roses, un ingredient, també d'influència oriental, molt freqüent en aquest receptari i a la cuina medieval del Sent Soví. Inclou dues receptes explícitament titulades «a la morisca» i altres a les quals també especifica que es tracta de maneres de fer estrangeres, com la bona salsa francesa, una torta a la genouesa, de xinxanelles a la veneciana o de sopes a la lombarda, per exemple. Només a tres receptes s'especifica a la catalana, potser per falta de presa de consciència que altres receptes també ho són o perquè aquestes eren així conegudes en altres llocs. Cap recepta del Sent Soví té aquesta etiqueta, tot i que allà totes són catalanes.
En general, la cuina catalana abans de la introducció dels aliments americans no era excessivament diferent de la romana. Els ingredients utilitzats s'havien reduït, les barreges també, prioritzant les més preuades i eliminant alguns aliments i mescles que avui ens semblarien «una mica esgarrifosos»; en canvi, augmenten les espècies. La cuina i la taula es refinen, es posen les bases de servir a taula, com mostra aquest llibre i d'altres de l'època, com per exemple el manuscrit Com tayllaràs devant un senyor.

## Autor
Rupert de Nola era, segurament, nadiu de Catalunya i va escriure el llibre abans de 1491, ja que no coneix les modificacions de menjars prohibits que va fer l'Església aquell any ni fa cap menció a cap aliment o contacte amb Amèrica. Se sap que va ser el cuiner del rei Ferran I de Nàpols (1423–1494), i per això es diu de Nola, localitat propera a Nàpols. Era membre de la cort del fill i hereu d’Alfons el Magnànim.
Segons el capítol “De offici de mestre de Estable”, que descriu algunes obligacions del càrrec i diu: “E de aquesta materia nom curaré més de parlar-ne ara perquè en lo libre de Menescalia ja molt largament n’he parlat:...”, cal suposar que l’autor del “Llibre del coch” i el “Libre de Menescalia” foren la mateixa persona: el majordom del rei Alfons el magnànim, mossen Manuel Dieç. (Vegeu foli VIIIr o a Viquitexts:Pàgina:Llibre del Coch (1520).

## Comparació amb elLlibre de Sent Soví
El llibre de Sent Soví és un altre famós receptari català, aquest cop no imprès, sinó manuscrit, del qual es guarden còpies del segle xiv. L'autor és desconegut, ja que, a diferència del del Llibre del coch, no signa el llibre. Les diferències en el tipus de cuina no són importants. Se sap que Robert de Nola coneixia el Llibre de Sent Soví i que n'utilitza alguns elements i receptes. Com a innovació, per exemple, el mestre Robert proposa la llet d'ovella a més de la de cabra en alguna recepta. Quant a les espècies, en general el Llibre de Sent Soví utilitza menys espècies que el Llibre del coch. Al Llibre de Sent Soví només hi ha receptes catalanes mentre que el Llibre del coch inclou, a més, receptes de cultures veïnes com Itàlia, França o de països àrabs. A cap dels dos, tot i que el Llibre del coch va ser ràpidament traduït al castellà, apareixen receptes castellanes. El 1491 l'Església decideix que els catòlics ja poden manjar ous i llet per Quaresma, però això ho desconeix Robert de Nola, per la qual cosa aquests ingredients són absents a les receptes quaresmals d'ambdós llibres. L'estil del Llibre del coch és més literari. El Llibre de Sent Soví no es va donar a conèixer al públic fins ben entrat el segle xx, mentre que el Llibre del coch va ser ràpidament, en paraules de Josep Pla, «un veritable best-seller», es va traduir a diverses llengües i va ser «el llibre de cuina de l'Espanya del Renaixement».